# Col de Champillon
Pour les articles homonymes, voir Champillon (homonymie).
Le col de Champillon est un col des Alpes pennines à 2 708 mètres d'altitude en Vallée d'Aoste, entre le Valpelline et la vallée du Grand-Saint-Bernard.
Ce col se situe sur le parcours de la Haute Route n°1. Le refuge le plus proche est le refuge de Letey (2 297 mètres).